# Fatih Akyel
Fatih Akyel (ur. 26 grudnia 1977 w Stambule) – były turecki piłkarz, reprezentant Turcji, trener.

## Kariera klubowa
Fatih Akyel zawodową karierę rozpoczynał w 1997 roku w Galatasaray SK. Wywalczył sobie tam miejsce w podstawowej jedenastce i łącznie przez 4 sezony spędzone w tym stambulskim zespole rozegrał 105 meczów. Zdobył 4 tytuły mistrza kraju, 2 razy wywalczył Puchar Turcji oraz w sezonie 1999/2000 triumfował w rozgrywkach Pucharu UEFA.
Następnie Akyel przeniósł się do hiszpańskiej Mallorki, jednak zanotował tylko 5 występów w Primera División. W 2002 orku piłkarz powrócił do kraju i podpisał kontrakt z Fenerbahçe SK. W nowym klubie regularnie dostawał szanse występów i rozegrał w pierwszej lidze 60 spotkań. Z ekipą "Żółtych Kanarków" Fatih w 2004 roku zdobył mistrzostwo Turcji.
W zimowym okienku transferowym sezonu 2004/2005 Turek ponownie zmienił barwy klubowe i trafił do występującego w Bundeslidze VfL Bochum, z którym zajął 16. lokatę w tabeli i spadł do drugiej ligi. Sam zanotował tylko 1 ligowy występ, 23 stycznia 2005 roku w zremisowanym 2:2 pojedynku przeciwko Hercie Herlin.
W rundzie jesiennej sezonu 2005/2006 Akyel występował już w pierwszoligowym greckim PAOK–u Saloniki. Tam jednak również pełnił rolę rezerwowego i zimą powrócił do kraju. Został zawodnikiem Trabzonsporu, gdzie występował między innymi u boku polskiego gracza Mirosława Szymkowiaka. Razem z nową drużyną w debiutanckim sezonie zajął 4. miejsce w ligowej tabeli. W 2007 roku Akyel trafił do Kasımpaşy, by po 2 latach przenieść się do Gebzesporu. W 2010 roku został graczem Tepeciksporu.

## Kariera reprezentacyjna
W reprezentacji Turcji Akyel zadebiutował 20 sierpnia 1997 roku w zwycięskim 6:4 meczu z Walią. Następnie znalazł się w kadrze drużyny narodowej na Euro 2000. Tam podopiecznym Mustafy Denizliego udało się wyjść z grupy, jednak w ćwierćfinale musieli uznać wyższość Portugalczyków, którzy wygrali 2:0.
W późniejszym czasie Akyel wystąpił w Mistrzostwach Świata 2002, na których Turcy wywalczyli brązowy medal. W meczu półfinałowym nie sprostali późniejszym triumfatorom turnieju – Brazylijczykom, a w pojedynku o trzecie miejsce pokonali 3:2 współgospodarzy mundialu – Koreę Południową. Na mistrzostwach Akyel wystąpił we wszystkich 7 spotkaniach w pełnym wymiarze czasowym. Dla drużyny narodowej zaliczył 64 występy, w których nie zdobył żadnej bramki.